# Abderitidae
De Abderitidae zijn een familie van uitgestorven buideldieren behorend tot de Paucituberculata. Het zijn daarmee verwanten van de hedendaagse opossummuizen. De Abderitidae kwamen tijdens het Oligoceen en Mioceen voor in Zuid-Amerika.

## Fossiele vondsten
Fossielen van Abderitidae zijn gevonden in Argentinië, Chili, Peru en Colombia. Er zijn drie geslachten beschreven: Abderites, Parabderites en Pitheculites.

## Kenmerken
De soorten uit de Abderitidae waren klimmende frugivoren.

## Verwantschap
Abderitidae vormen samen met de Palaeothentidae, Pichipilidae en de basale vormen Perulestes, Pilchenia en Sasawatsu de superfamilie Palaeothentoidea.